# David Baird junior

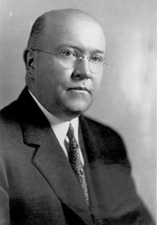
David Baird Jr.

David Baird Jr. (* 10. Oktober 1881 in Camden, New Jersey; † 28. Februar 1955 ebenda) war ein US-amerikanischer Politiker (Republikanische Partei), der den Bundesstaat New Jersey im US-Senat vertrat.
David Baird war der Sohn des gleichnamigen David Baird (1839–1927), der von 1918 bis 1919 für New Jersey im Senat saß. Er besuchte zunächst die Raymond Academy in seinem Geburtsort Camden und die Penn Charter School in Philadelphia, machte seinen ersten Abschluss 1899 an der Lawrenceville School und graduierte 1903 in Princeton. Anschließend schlug er wie sein Vater zunächst eine berufliche Laufbahn im Holzgeschäft und später im Bankgewerbe ein.
Am 30. November 1929 wurde Baird von New Jerseys Gouverneur Morgan Foster Larson zum Nachfolger des zurückgetretenen US-Senators Walter Evans Edge ernannt, der US-Botschafter in Frankreich wurde. Er nahm sein Mandat in Washington, D.C. bis zum 2. Dezember 1930 wahr. An der Nachwahl um diesen Sitz nahm er nicht teil; diese gewann mit Dwight Morrow erneut ein Republikaner.
Im Jahr 1931 war Baird der republikanische Kandidat bei der Wahl zum Gouverneur von New Jersey, doch er unterlag dem Demokraten A. Harry Moore deutlich mit 40:58 Prozent der Stimmen. Anschließend ging er wieder seiner vorherigen Tätigkeit als Geschäftsmann nach. 1938 berief ihn Gouverneur Harold G. Hoffman in die Delaware River Joint Commission. Später war er noch als Versicherungsmakler tätig. Er starb im Februar 1955 in Camden und wurde auf dem dortigen Harleigh Cemetery beigesetzt.